# 1921 au Nouveau-Brunswick
Chronologie du Nouveau-Brunswick
- 1917
- 1918
- 1919
- 1920
- 1921
- 1922
- 1923
- 1924
- 1925

Cette page concerne des événements d'actualité qui se sont produits durant l'année 1921 dans la province canadienne du Nouveau-Brunswick.

## Événements
- 17 février : John Anthony McDonald est nommé au Sénat du Canada.
- 28 mai : le conservateur Richard Burpee Hanson remporte l'élection partielle fédérale de York—Sunbury à la suite de la mort de Harry Fulton McLeod.
- 22 septembre : George Eulas Foster est nommé au Sénat du Canada.
- 25 novembre : Frank Bunting Black est nommé au Sénat du Canada.
- 6 décembre : lors de l'élection fédérale, les conservateurs et les libéraux obtiennent chacun cinq sièges dans la province alors que les progressistes en remportent un[1].

## Naissances
- 4 janvier : Joseph Charles Van Horne, député et ministre
- 12 janvier : J. Alfred Roussel, député
- 16 février : Norbert Thériault, député, ministre et sénateur

## Décès
- 7 janvier : Harry Fulton McLeod, député.
- 2 février : Peter McSweeney, sénateur.
- 30 juillet : James Domville, député et sénateur.